# هایگندورف
هایگندورف (به آلمانی: Heygendorf) یک شهر در آلمان است که در کوفهویزرکرایس واقع شده‌است. هایگندورف ۶۷۹ نفر جمعیت دارد.